# Стане Дерганц
Стане Дерганц — Веригар (Љубљана 23. април 1893 — Анкаран, 9. август 1981) био је југословенски и словеначки гимнастичар.
Са репрезентацијом Југославије Дегранц освојио је сребрну медаљу на Светском првенству 1922. у Љубљани и 1926. у Лиону и Олимпијским играма 1928. освојио је бронзу у дисциплини вишебој екипно. У појединачној конкуренцији на истим играма освојио је и бронзу у дисциплини прескок преко коња. 
На Светском првенству 1922. освојио је још две медаље у појединачној конкуренцији, сребрну у такмичењу на разбоју и бронзану у појединачном вишебоју.
На Олимпијским играма 1924. у Паризу учествовао је као такмичар и тренер репрезентације Краљевине СХС, где је заузела 4. место у екипном вишебоју.
Стане Дерганц 1918. послужио као модел словеначком сликару, професору Ивану Вавпотичу за лик роба који кида ланце (вериге) на првој серији словеначких поштанских марака. Серија се у филателистичком свету зове Веригар, што је био и надимак Станета Дерганца.
Дерганчев живот је описан у монодрами „Мој премало славни стриц“ коју је успешно изводио његов нећак словеначки глумац Бранко Миклавц.

## Састави репрезентација са којима је Стане Дегранц освајао медаље у екипном вишебоју
- Олимпијске игре 1928. бронза

Леон Штукељ, Јосип Приможич, Антон Малеј, Едвард Антосијевич, Драгутин Циоти, Стане Дерганц, Борис Грегорка, Јанез Порента,
- Светско првенство 1922. сребро

Леон Штукељ, Славко Хластан, Стане Дерганц, Стане Видмар, Петар Суми, Владимир Симончич
- Светско првенство 1926. сребро

Леон Штукељ, Јосип Приможич, Стане Дерганц, Стане Видмар, Михаел Освалд Петар Суми, Сречко Сршен, Отон Жупан